# Рутерсвард, Оскар

Треугольник Пенроуза

Оскар Рутерсвард (принятое в русскоязычной литературе написание фамилии; правильнее Рёйтерсверд), швед. Oscar Reutersvärd (29 ноября 1915, Стокгольм, Швеция — 2 февраля 2002, Лунд) — «отец невозможной фигуры», шведский художник, специализировавшийся в изображении невозможных фигур, то есть таких, которые можно изобразить (учитывая неизбежные нарушения перспективы при представлении 3-мерного пространства на бумаге), но нельзя создать. Одна из его фигур получила дальнейшее развитие как «треугольник Пенроуза» (1934). Творчество Рутерсварда можно сравнить с творчеством Эшера, однако если последний использовал невозможные фигуры как «костяки» для изображения фантастических миров, то Рутерсварда интересовали лишь фигуры как таковые. За свою жизнь Рутерсвард изобразил около 2500 фигур в изометрической проекции. Книги Рутерсварда опубликованы на многих языках, в том числе на русском.

## Биография
Родился 29 ноября 1915 года в Стокгольме (Швеция).
С 1964 года — профессор истории и теории искусств в Лундском университете.
Большое влияние на Рутерсварда оказали в 1930 году уроки русского иммигранта профессора Петербургской Академии художеств Михаила Каца. Первую невозможную фигуру — невозможный треугольник, составленный из набора кубиков, создал случайно в 1934 году, когда, учась в гимназии, он во время урока рисовал в учебнике латинской грамматики. В дальнейшем за годы творчества нарисовал более 2500 различных невозможных фигур. Все они выполнены в параллельной «японской» перспективе. Является одним из родоначальников направления в искусстве имп-арт (другое название — импоссибилизм).
В 1980 году шведским правительством была выпущена серия из трёх почтовых марок с картинами художника.